# Lista siturilor arheologice din județul Iași - I
Lista siturilor arheologice din județul Iași - I conține toate siturile arheologice din județul Iași înscrise în Repertoriul Arheologic Național (RAN) și aflate în localități al căror nume începe cu litera I. RAN este administrat de Ministerul Culturii și Patrimoniului Național și cuprinde date științifice, cartografice, topografice, imagini și planuri, precum și orice alte informații privitoare la zonele cu potențial arheologic, studiate sau nu, încă existente sau dispărute.
Puteți căuta un sit din localitățile care încep cu litera I folosind formularul de mai jos sau puteți naviga prin toate siturile din județ la Lista siturilor arheologice din județul Iași.
| Cod RAN                                   | Denumire | Localitate                          | Adresă                                                                   | Datare                                                                      | Descoperit | Coordonate                                              | Imagine           | Erori            |
| ----------------------------------------- | --- | ----------------------------------- | ------------------------------------------------------------------------ | --------------------------------------------------------------------------- | ---------- | ------------------------------------------------------- | ----------------- | ---------------- |
| 95587.01.01 (Cod LMI: IS-I-m-B-03608.05)  | Situl arheologic de la Ion Neculce - "Siliștea Schitului" / ansamblu anonim (Categorie: locuire civilă) (Tip: Așezare)                                                 | sat Ion Neculce, comuna Ion Neculce | Siliștea Schitului                                                       | Noua                                                                        |            |                                                         | Încărcați imagine | Raportați eroare |
| 95587.01.02 (Cod LMI: IS-I-m-B-03608.06)  | Situl arheologic de la Ion Neculce - "Siliștea Schitului" / ansamblu anonim (Categorie: locuire civilă) (Tip: Așezare)                                                 | sat Ion Neculce, comuna Ion Neculce | Siliștea Schitului                                                       |                                                                             |            |                                                         | Încărcați imagine | Raportați eroare |
| 95587.01.03 (Cod LMI: IS-I-m-B-03608.04)  | Situl arheologic de la Ion Neculce - "Siliștea Schitului" / ansamblu anonim (Categorie: locuire civilă) (Tip: Așezare)                                                 | sat Ion Neculce, comuna Ion Neculce | Siliștea Schitului                                                       | sec. II - III                                                               |            |                                                         | Încărcați imagine | Raportați eroare |
| 95587.01.04 (Cod LMI: IS-I-m-B-03608.03)  | Situl arheologic de la Ion Neculce - "Siliștea Schitului" / ansamblu anonim (Categorie: locuire civilă) (Tip: Așezare)                                                 | sat Ion Neculce, comuna Ion Neculce | Siliștea Schitului                                                       | sec. IV                                                                     |            |                                                         | Încărcați imagine | Raportați eroare |
| 95587.01.05 (Cod LMI: IS-I-m-B-03608.02)  | Situl arheologic de la Ion Neculce - "Siliștea Schitului" / ansamblu anonim (Categorie: locuire civilă) (Tip: Așezare)                                                 | sat Ion Neculce, comuna Ion Neculce | Siliștea Schitului                                                       | sec. V                                                                      |            |                                                         | Încărcați imagine | Raportați eroare |
| 95587.01.06 (Cod LMI: IS-I-m-B-03608.01)  | Situl arheologic de la Ion Neculce - "Siliștea Schitului" / ansamblu anonim (Categorie: locuire civilă) (Tip: Așezare)                                                 | sat Ion Neculce, comuna Ion Neculce | Siliștea Schitului                                                       | sec. XVI - XVII                                                             |            |                                                         | Încărcați imagine | Raportați eroare |
| 95729.01.01 (Cod LMI: IS-I-m-B-03607)     | Valul de pământ din epoca migrațiilor de la Iepureni -"Hotarul Boieresc" / ansamblu Valul lui Traian (Categorie: fortificație) (Tip: Val)                              | sat Iepureni, comuna Andrieșeni     | Hotarul Boieresc                                                         |                                                                             |            |                                                         | Încărcați imagine | Raportați eroare |
| 98710.01.01                               | Situl arheologic de la Isaiia - "Balta Popii" / ansamblu anonim (Categorie: locuire civilă) (Tip: Așezare)                                                             | sat Isaiia, comuna Răducăneni       | Balta Popii                                                              | ceramicii liniare - II                                                      |            | 46°56′56″N 28°03′00″E / 46.94889°N 28.05°E              | Încărcați imagine | Raportați eroare |
| 98710.01.01                               | Situl arheologic de la Isaiia - "Balta Popii" / complex anonim (Categorie: locuire civilă) (Tip: locuință)                                                             | sat Isaiia, comuna Răducăneni       | Balta Popii                                                              | ceramicii liniare                                                           |            | 46°56′56″N 28°03′00″E / 46.94889°N 28.05°E              | Încărcați imagine | Raportați eroare |
| 98710.01.02                               | Situl arheologic de la Isaiia - "Balta Popii" / ansamblu anonim (Categorie: locuire civilă) (Tip: Așezare)                                                             | sat Isaiia, comuna Răducăneni       | Balta Popii                                                              | Precucuteni                                                                 |            | 46°56′56″N 28°03′00″E / 46.94889°N 28.05°E              | Încărcați imagine | Raportați eroare |
| 98710.01.02                               | Situl arheologic de la Isaiia - "Balta Popii" / complex anonim (Categorie: locuire civilă) (Tip: locuință)                                                             | sat Isaiia, comuna Răducăneni       | Balta Popii                                                              | Precucuteni                                                                 |            | 46°56′56″N 28°03′00″E / 46.94889°N 28.05°E              | Încărcați imagine | Raportați eroare |
| 98710.01.05                               | Situl arheologic de la Isaiia - "Balta Popii" / ansamblu anonim (Categorie: locuire civilă) (Tip: Așezare)                                                             | sat Isaiia, comuna Răducăneni       | Balta Popii                                                              | sec. IV                                                                     |            | 46°56′56″N 28°03′00″E / 46.94889°N 28.05°E              | Încărcați imagine | Raportați eroare |
| 98710.01.07                               | Situl arheologic de la Isaiia - "Balta Popii" / ansamblu anonim (Categorie: locuire civilă) (Tip: Așezare)                                                             | sat Isaiia, comuna Răducăneni       | Balta Popii                                                              |                                                                             |            | 46°56′56″N 28°03′00″E / 46.94889°N 28.05°E              | Încărcați imagine | Raportați eroare |
| 98710.01.04                               | Situl arheologic de la Isaiia - "Balta Popii" / ansamblu anonim (Categorie: locuire civilă) (Tip: Așezare)                                                             | sat Isaiia, comuna Răducăneni       | Balta Popii                                                              | Corlăteni - Chișinău                                                        |            | 46°56′56″N 28°03′00″E / 46.94889°N 28.05°E              | Încărcați imagine | Raportați eroare |
| 98710.01.04                               | Situl arheologic de la Isaiia - "Balta Popii" / complex anonim (Categorie: locuire civilă) (Tip: locuință)                                                             | sat Isaiia, comuna Răducăneni       | Balta Popii                                                              | Corlăteni - Chișinău                                                        |            | 46°56′56″N 28°03′00″E / 46.94889°N 28.05°E              | Încărcați imagine | Raportați eroare |
| 98710.01.06                               | Situl arheologic de la Isaiia - "Balta Popii" / ansamblu anonim (Categorie: locuire civilă) (Tip: Așezare)                                                             | sat Isaiia, comuna Răducăneni       | Balta Popii                                                              | Răducăneni sec.XI-XII                                                       |            | 46°56′56″N 28°03′00″E / 46.94889°N 28.05°E              | Încărcați imagine | Raportați eroare |
| 98710.01.08                               | Situl arheologic de la Isaiia - "Balta Popii" / ansamblu anonim (Categorie: locuire civilă) (Tip: Așezare)                                                             | sat Isaiia, comuna Răducăneni       | Balta Popii                                                              |                                                                             |            | 46°56′56″N 28°03′00″E / 46.94889°N 28.05°E              | Încărcați imagine | Raportați eroare |
| 98710.01.03                               | Situl arheologic de la Isaiia - "Balta Popii" / ansamblu anonim (Categorie: locuire civilă) (Tip: așezare)                                                             | sat Isaiia, comuna Răducăneni       | Balta Popii                                                              |                                                                             |            | 46°56′56″N 28°03′00″E / 46.94889°N 28.05°E              | Încărcați imagine | Raportați eroare |
| 98710.01.09                               | Situl arheologic de la Isaiia - "Balta Popii" / ansamblu anonim (Categorie: locuire civilă) (Tip: necropola)                                                           | sat Isaiia, comuna Răducăneni       | Balta Popii                                                              | sarmatică                                                                   |            | 46°56′56″N 28°03′00″E / 46.94889°N 28.05°E              | Încărcați imagine | Raportați eroare |
| 98710.01.10                               | Situl arheologic de la Isaiia - "Balta Popii" / ansamblu anonim (Categorie: locuire civilă) (Tip: morminte)                                                            | sat Isaiia, comuna Răducăneni       | Balta Popii                                                              |                                                                             |            | 46°56′56″N 28°03′00″E / 46.94889°N 28.05°E              | Încărcați imagine | Raportați eroare |
| 95079.10.01 (Cod LMI: IS-II-m-B-03839)    | Casa Balș-Sturdza din Iași / ansamblu anonim (Categorie: construcție) (Tip: Casă)                                                                                      | municipiul Iași                     | str.Cuza-Vodă nr.3                                                       | sec.XVII                                                                    |            | 47°09′55″N 27°34′58″E / 47.165322°N 27.582883°E         | Încărcați imagine | Raportați eroare |
| 95079.11.01                               | Orașul medieval - Iași / ansamblu anonim (Categorie: locuire civilă) (Tip: așezare urbană)                                                                             | municipiul Iași                     | Str. Vasile Lupu nr.28, punct str. Vasile Lupu nr.28                     | sec. XIII -XVIII                                                            |            | 46°10′00″N 27°34′00″E / 46.16667°N 27.56667°E           | Încărcați imagine | Raportați eroare |
| 95079.34.01 (Cod LMI: IS-II-m-B-03703)    | Palatul Cantacuzino Pașcanu de la Iași / ansamblu Palatul Cantacuzino Pașcanu (Categorie: construcție) (Tip: Palat)                                                    | municipiul Iași                     | str. Alecsandri Vasile 8                                                 | sf. sec. XVII, modif. și transf. sec. XIX                                   |            | 47°09′57″N 27°34′54″E / 47.165844°N 27.581804°E         | Încărcați imagine | Raportați eroare |
| 95079.32 (Cod LMI: IS-II-a-B-03730)       | Situl arheologic de la Iași - Mănăstirea Bărboi / ansamblu anonim (Categorie: locuire)                                                                                 | municipiul Iași                     | Stradela Bărboi 12                                                       |                                                                             |            |                                                         | Încărcați imagine | Raportați eroare |
| 95079.32 (Cod LMI: IS-II-a-B-03730)       | Situl arheologic de la Iași - Mănăstirea Bărboi / ansamblu anonim (Categorie: locuire)                                                                                 | municipiul Iași                     | Stradela Bărboi 12                                                       |                                                                             |            |                                                         | Încărcați imagine | Raportați eroare |
| 95079.32 (Cod LMI: IS-II-a-B-03730)       | Situl arheologic de la Iași - Mănăstirea Bărboi / ansamblu anonim (Categorie: locuire)                                                                                 | municipiul Iași                     | Stradela Bărboi 12                                                       |                                                                             |            |                                                         | Încărcați imagine | Raportați eroare |
| 95079.37.01                               | Fostul Palat Mihai Sturza de la Iași / ansamblu Fostul Palat Mihai Sturza (Categorie: construcție) (Tip: Palat)                                                        | municipiul Iași                     | str. Mitropoliei 9                                                       | înc. sec. XIX, ref. în 1844 - 1846                                          |            |                                                         | Încărcați imagine | Raportați eroare |
| 95079.22 (Cod LMI: IS-II-m-B-03834)       | Biserica "Pogorârea Sf. Duh" - Curelari de la Iași (Categorie: structură de cult/religioasă) (Tip: biserică)                                                           | municipiul Iași                     | str. Curelari 2                                                          |                                                                             |            |                                                         | Încărcați imagine | Raportați eroare |
| 95079.13 (Cod LMI: IS-II-m-B-03917)       | Casa Roset de la Iași, azi Muzeul de Istorie Naturală / ansamblu anonim (Categorie: construcție)                                                                       | municipiul Iași                     | Bd. Independenței 16                                                     |                                                                             |            | 47°10′01″N 27°35′03″E / 47.166836°N 27.584079°E         | Încărcați imagine | Raportați eroare |
| 95079.23.01 (Cod LMI: IS-II-m-A-03930)    | Palatul domnitorului Alexandru Ioan Cuza de la Iași / ansamblu Palatul domnitorului Alexandru Ioan Cuza (Categorie: construcție) (Tip: Palat)                          | municipiul Iași                     | str. Lăpușneanu Alexandru 16                                             | 1806                                                                        |            |                                                         | Încărcați imagine | Raportați eroare |
| 95079.58 (Cod LMI: IS-II-m-B-03961)       | Pivnițele casei cronicarului Grigore Ureche de la Iași / ansamblu anonim (Categorie: construcție)                                                                      | municipiul Iași                     | str. Panu Anastasie                                                      |                                                                             |            |                                                         | Încărcați imagine | Raportați eroare |
| 95079.41.01 (Cod LMI: IS-II-m-B-04078)    | Biserica "Nașterea Maicii Domnului" de la Iași / ansamblu Biserica "Nașterea Maicii Domnului" (Categorie: structură de cult/religioasă) (Tip: Biserică)                | municipiul Iași                     | str. Tălpalari 3                                                         | sec. XVIII, pe urmele uneia din 1640 - 1650, ref. 1827, transf. 1881 - 1890 |            |                                                         | Încărcați imagine | Raportați eroare |
| 95079.40 (Cod LMI: IS-II-m-B-04082)       | Biserica "Cuvioasa Paraschiva" de la Iași (Categorie: structură de cult/religioasă) (Tip: biserică)                                                                    | municipiul Iași                     | Pasajul Trianon 1                                                        |                                                                             |            | 47°10′04″N 27°34′48″E / 47.1677°N 27.58°E               | Încărcați imagine | Raportați eroare |
| 95079.12.01 (Cod LMI: IS-II-m-A-03852.01) | Mănăstirea Golia de la Iași-Str. Cuza Vodă 51 / ansamblu anonim (Categorie: construcție) (Tip: biserică)                                                               | municipiul Iași                     | Str. Cuza Vodă 51                                                        | sec. XIII -XVIII                                                            |            |                                                         | Încărcați imagine | Raportați eroare |
| 95079.01.01 (Cod LMI: IS-II-m-A-04069.03) | Palatul Mitropolitan de la Iași / ansamblu anonim (Categorie: construcție) (Tip: biserică)                                                                             | municipiul Iași                     |                                                                          |                                                                             |            |                                                         | Încărcați imagine | Raportați eroare |
| 95079.14.01                               | Biserica mănăstirii Socola din Iași / ansamblu anonim (Categorie: construcție de cult) (Tip: biserică)                                                                 | municipiul Iași                     |                                                                          | sec.XIV                                                                     |            |                                                         | Încărcați imagine | Raportați eroare |
| 95079.16.01 (Cod LMI: IS-II-m-A-03957.01) | Palatul Culturii Iași / ansamblu anonim (Categorie: construcție) (Tip: Clădire)                                                                                        | municipiul Iași                     |                                                                          | sec. XVI                                                                    |            | 47°09′31″N 27°35′10″E / 47.1585119444°N 27.5861330556°E | Încărcați imagine | Raportați eroare |
| 95079.16.02 (Cod LMI: IS-II-m-A-03957.01) | Palatul Culturii Iași / ansamblu anonim (Categorie: construcție) (Tip: Așezare)                                                                                        | municipiul Iași                     |                                                                          | Precucuteni                                                                 |            | 47°09′31″N 27°35′10″E / 47.1585119444°N 27.5861330556°E | Încărcați imagine | Raportați eroare |
| 95079.16.03 (Cod LMI: IS-II-m-A-03957.01) | Palatul Culturii Iași / ansamblu anonim (Categorie: construcție) (Tip: Așezare)                                                                                        | municipiul Iași                     |                                                                          | Cucuteni - B                                                                |            | 47°09′31″N 27°35′10″E / 47.1585119444°N 27.5861330556°E | Încărcați imagine | Raportați eroare |
| 95079.16.04 (Cod LMI: IS-II-m-A-03957.01) | Palatul Culturii Iași / ansamblu anonim (Categorie: construcție) (Tip: Așezare)                                                                                        | municipiul Iași                     |                                                                          | - II                                                                        |            | 47°09′31″N 27°35′10″E / 47.1585119444°N 27.5861330556°E | Încărcați imagine | Raportați eroare |
| 95079.16.05 (Cod LMI: IS-II-m-A-03957.01) | Palatul Culturii Iași / ansamblu anonim (Categorie: construcție) (Tip: Așezare)                                                                                        | municipiul Iași                     |                                                                          | sec. V                                                                      |            | 47°09′31″N 27°35′10″E / 47.1585119444°N 27.5861330556°E | Încărcați imagine | Raportați eroare |
| 41783.04.01 (Cod LMI: IS-I-s-A-03504)     | Curtea domnească din Iași / ansamblu anonim (Categorie: locuire) (Tip: Așezare urbană)                                                                                 | municipiul Iași                     |                                                                          |                                                                             |            | 47°09′22″N 27°35′08″E / 47.15611°N 27.58556°E           | Încărcați imagine | Raportați eroare |
| 41783.04.02 (Cod LMI: IS-I-s-A-03504)     | Curtea domnească din Iași / ansamblu anonim (Categorie: locuire) (Tip: așezare)                                                                                        | municipiul Iași                     |                                                                          | sec. XVII                                                                   |            | 47°09′22″N 27°35′08″E / 47.15611°N 27.58556°E           | Încărcați imagine | Raportați eroare |
| 41783.04.02 (Cod LMI: IS-I-s-A-03504)     | Curtea domnească din Iași / complex grajd (Categorie: locuire) (Tip: construcție)                                                                                      | municipiul Iași                     |                                                                          | 1634-1653                                                                   |            | 47°09′22″N 27°35′08″E / 47.15611°N 27.58556°E           | Încărcați imagine | Raportați eroare |
| 41783.04.03 (Cod LMI: IS-I-s-A-03504)     | Curtea domnească din Iași / ansamblu anonim (Categorie: locuire) (Tip: așezare)                                                                                        | municipiul Iași                     |                                                                          | sec. XVIII                                                                  |            | 47°09′22″N 27°35′08″E / 47.15611°N 27.58556°E           | Încărcați imagine | Raportați eroare |
| 41783.04.03 (Cod LMI: IS-I-s-A-03504)     | Curtea domnească din Iași / complex Ulița Podul Gunoaielor (Categorie: locuire) (Tip: drum)                                                                            | municipiul Iași                     |                                                                          | sec. XVIII-XIX                                                              |            | 47°09′22″N 27°35′08″E / 47.15611°N 27.58556°E           | Încărcați imagine | Raportați eroare |
| 41783.04.03 (Cod LMI: IS-I-s-A-03504)     | Curtea domnească din Iași / complex anonim (Categorie: locuire) (Tip: construcție)                                                                                     | municipiul Iași                     |                                                                          | sec. XVIII-XIX                                                              |            | 47°09′22″N 27°35′08″E / 47.15611°N 27.58556°E           | Încărcați imagine | Raportați eroare |
| 41783.02.01 (Cod LMI: IS-I-s-B-03509)     | Vestigii medievale de la Iași - "str. Costache Negri, nr. 37 - 39" / ansamblu anonim (Categorie: neprecizată) (Tip: neprecizat)                                        | municipiul Iași                     | str. Costache Negri, nr. 37 - 39, punct str. Costache Negri, nr. 37 - 39 | sec. XVI - XVIII                                                            |            |                                                         | Încărcați imagine | Raportați eroare |
| 41783.03.01 (Cod LMI: IS-I-s-B-03511)     | Vestigii medievale de la Iași - "str. Costache Negri" nr. 41A / ansamblu anonim (Categorie: neprecizată) (Tip: neprecizat)                                             | municipiul Iași                     | str. Costache Negri, nr. 41A, punct str. Costache Negri nr. 41A          | sec. XV - XVI                                                               |            |                                                         | Încărcați imagine | Raportați eroare |
| 41783.17.01 (Cod LMI: IS-I-s-B-03510)     | Situl arheologic din epoca medievală de la Iași - "str. Costache Negri" nr. 48 / ansamblu anonim (Categorie: locuire) (Tip: Curte domnească)                           | municipiul Iași                     | str. Costache Negri, nr. 48, punct str. Costache Negri nr. 48            | sec. XV - XVII                                                              |            |                                                         | Încărcați imagine | Raportați eroare |
| 41783.17.02 (Cod LMI: IS-I-s-B-03510)     | Situl arheologic din epoca medievală de la Iași - "str. Costache Negri" nr. 48 / ansamblu Vestigiile fostei Mănăstiri "Sf. Sava" (Categorie: locuire) (Tip: Mănăstire) | municipiul Iași                     | str. Costache Negri, nr. 48, punct str. Costache Negri nr. 48            | sec. XV - XVII                                                              |            |                                                         | Încărcați imagine | Raportați eroare |
| 41783.05.01 (Cod LMI: IS-I-m-B-03505.04)  | Situl arheologic de la Iași - "Crucea lui Ferentz" / ansamblu anonim (Categorie: locuire civilă) (Tip: Așezare)                                                        | municipiul Iași                     | Crucea lui Ferentz                                                       |                                                                             |            |                                                         | Încărcați imagine | Raportați eroare |
| 41783.05.02 (Cod LMI: IS-I-s-B-03505)     | Situl arheologic de la Iași - "Crucea lui Ferentz" / ansamblu anonim (Categorie: locuire civilă) (Tip: Așezare)                                                        | municipiul Iași                     | Crucea lui Ferentz                                                       | sec. IV                                                                     |            |                                                         | Încărcați imagine | Raportați eroare |
| 41783.05.03 (Cod LMI: IS-I-m-B-03505.02)  | Situl arheologic de la Iași - "Crucea lui Ferentz" / ansamblu anonim (Categorie: locuire civilă) (Tip: Așezare)                                                        | municipiul Iași                     | Crucea lui Ferentz                                                       | sec. VIII - IX                                                              |            |                                                         | Încărcați imagine | Raportați eroare |
| 41783.05.04 (Cod LMI: IS-I-m-B-03505.01)  | Situl arheologic de la Iași - "Crucea lui Ferentz" / ansamblu anonim (Categorie: locuire civilă) (Tip: Așezare)                                                        | municipiul Iași                     | Crucea lui Ferentz                                                       | sec. XI - XIII                                                              |            |                                                         | Încărcați imagine | Raportați eroare |
| 41783.05.05 (Cod LMI: IS-I-s-B-03505)     | Situl arheologic de la Iași - "Crucea lui Ferentz" / ansamblu anonim (Categorie: locuire civilă) (Tip: Așezare)                                                        | municipiul Iași                     | Crucea lui Ferentz                                                       | sec. XVII - XVIII                                                           |            |                                                         | Încărcați imagine | Raportați eroare |
| 41783.05.06 (Cod LMI: IS-I-m-B-03505.03)  | Situl arheologic de la Iași - "Crucea lui Ferentz" / ansamblu anonim (Categorie: locuire civilă) (Tip: Așezare)                                                        | municipiul Iași                     | Crucea lui Ferentz                                                       | sec. VI - VII                                                               |            |                                                         | Încărcați imagine | Raportați eroare |
| 41783.06.01 (Cod LMI: IS-I-s-B-03506)     | Așezarea Cucuteni de la Iași - "Splaiul Bahluiului" / ansamblu anonim (Categorie: locuire civilă) (Tip: Așezare)                                                       | municipiul Iași                     | Splaiul Bahluiului                                                       | Cucuteni                                                                    |            |                                                         | Încărcați imagine | Raportați eroare |
| 41783.07.01 (Cod LMI: IS-I-s-A-03512)     | Vestigii medievale de la Iași - "bd. Ștefan cel Mare" / ansamblu Ansamblul de vestigii din vatra orașului (Categorie: locuire civilă) (Tip: așezare urbană)            | municipiul Iași                     | bd. Ștefan cel Mare, punct bd. Ștefan cel Mare                           | sec. XIV - XVII                                                             |            |                                                         | Încărcați imagine | Raportați eroare |
| 41783.08.01 (Cod LMI: IS-I-m-B-03507.03)  | Situl arheologic de la Iași - "Gârla Breazu" / ansamblu anonim (Categorie: locuire civilă) (Tip: Așezare)                                                              | municipiul Iași                     | Gârla Breazu                                                             | geto-dacică sec. II - I a. Chr.                                             |            |                                                         | Încărcați imagine | Raportați eroare |
| 41783.08.02 (Cod LMI: IS-I-m-B-03507.02)  | Situl arheologic de la Iași - "Gârla Breazu" / ansamblu anonim (Categorie: locuire civilă) (Tip: Așezare)                                                              | municipiul Iași                     | Gârla Breazu                                                             | sec. XIV - XV                                                               |            |                                                         | Încărcați imagine | Raportați eroare |
| 41783.08.03 (Cod LMI: IS-I-s-B-03507)     | Situl arheologic de la Iași - "Gârla Breazu" / ansamblu anonim (Categorie: locuire civilă) (Tip: Așezare)                                                              | municipiul Iași                     | Gârla Breazu                                                             | sec. XVI - XVII                                                             |            |                                                         | Încărcați imagine | Raportați eroare |
| 41783.09.01 (Cod LMI: IS-I-s-B-03508)     | Așezarea medievală de la Iași - "Hlincea" / ansamblu anonim (Categorie: locuire civilă) (Tip: Așezare)                                                                 | municipiul Iași                     | Hlincea                                                                  | sec. VIII - XVIII                                                           |            |                                                         | Încărcați imagine | Raportați eroare |
| 41783.09.02 (Cod LMI: IS-I-s-B-03508)     | Așezarea medievală de la Iași - "Hlincea" / ansamblu anonim (Categorie: locuire civilă) (Tip: Așezare)                                                                 | municipiul Iași                     | Hlincea                                                                  |                                                                             |            |                                                         | Încărcați imagine | Raportați eroare |